# Субальпійський пояс

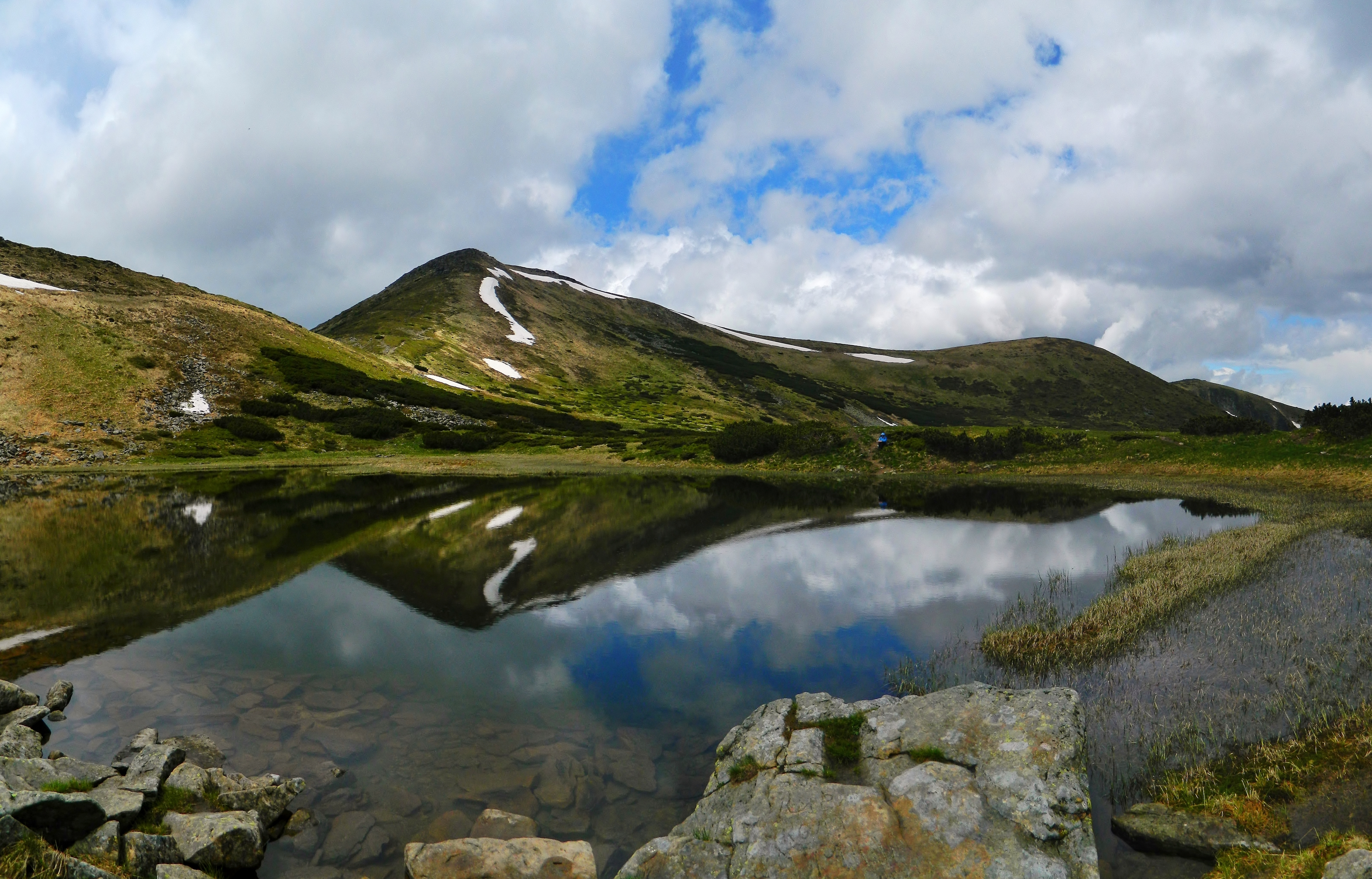
Високогірне озеро в субальпійському поясі Карпат. На схилах видно зарості сланкої сосни, а також субальпійські луки, які утворились після вирубування сосни та випасу овець

Субальпійський пояс — біом, географічний і гірський пояс, розташований нижче за верхню межу деревної рослинності, але вище за лісовий гірський пояс. Температура в субальпійському поясі піднімається влітку максимум до +24 °C у жаркі сонячні дні, а зазвичай не досягає 16 °C. Заморозки можливі у будь-яку пору року. Хоча зимові температури можуть бути вищі від тих, що трапляються на нижчих висотах, земля в цей час покривається товстим сніжним покривом, який зберігається 6-8 місяців протягом року, а деякі замети тануть тільки влітку. Конвективні опади, в основному грозові, часто випадають у вигляді сніжної крупи або граду. Висота поясу різна на різних широтах. Наприклад, на Кавказі і в Альпах субальпійський пояс знаходиться на висоті 1700—2300 м над рівнем моря, на південних схилах Гімалаїв на висоті 3200-4000 м, а у вищих широтах його рівень різко знижується (наприклад, на Курильских островах він опускається до рівня моря).

## Субальпійська рослинність в Україні
В Українських Карпатах субальпійський пояс простягається вище межі лісу на висотах 1200—1900 м. н.р.м. Найпоширенішими едифікаторами субальпійського поясу є сосна гірська, вільха зелена, а  також ялівці та деякі інші чагарники і чагарнички. Характерним первинним типом рослинності є криволісся. Серед вторинних переважають гірські луки, пасовища—полонини, трапляються кам'янисті розсипи.
Нижня межа субальпійського поясу пролягає на різній висоті у різних регіонах Українських Карпат. У північно-західній частині — на висоті 1200-1250 м, а в південно-східній частині, зокрема у Чивчинських горах, на висоті 1450-1650 м. Верхні межа цього поясу сягає 1750-1800 м. Зональний характер рослинності субальпійського поясу чітко виражений на всій території, за винятком скель, стрімких схилів, кам'яних осипищ і високогірних боліт. Здебільшого нижня частина цього поясу представлена моно- або дводомінантними угрупованнями сосни гірської, вільхи зеленої та ялівцю сибірського. У місцях інтенсивного випасання частина заростей субальпійських чагарників була знищена для розширення площ високогірних пасовищ. На таких територіях поширені вторинні угруповання, серед яких переважають біловусники, костричники та чорничники. Окрім сосни гірської та ялівцю сибірського, значні площі поміж трав'яних угруповань займають зарості рододендрона східнокарпатського та інших чагарничків. З висотою частка покриття чагарниками зменшується, що притаманне межі між субальпійським і альпійським поясом.